# 나라강 (러시아)

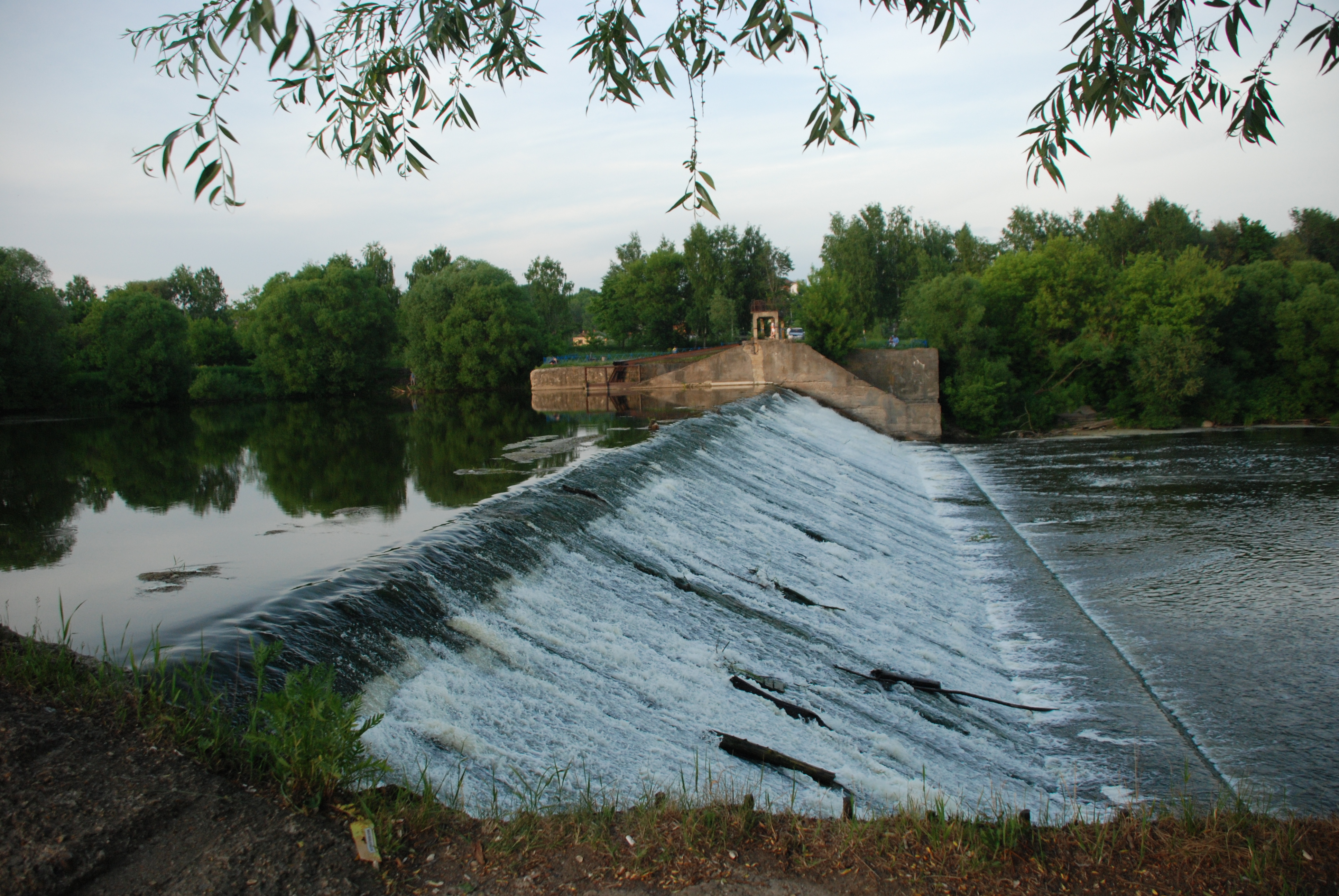

나라강(러시아어: На́ра)은 모스크바주와 칼루가주를 흐르는 강이다. 오카강으로 흘러 들어간다. 유역길이는 158 km이고, 유역면적은 2030 km2이다. 나라강은 11월~12월부터 얼어붙고 4월부터 풀린다. 나로포민스크와 세르푸호프가 위치해 있다.